# Ten (펄 잼의 음반)
| 전문가 평가                   | 전문가 평가 |
| 평가 점수                     | 평가 점수   |
| 출처                          | 점수        |
| ----------------------------- | ----------- |
| AllMusic                      | [ 1 ]       |
| Blender                       | [ 2 ]       |
| Chicago Tribune               | [ 3 ]       |
| Entertainment Weekly          | B−          |
| Mojo                          | [ 5 ]       |
| Q                             | [ 6 ]       |
| Rolling Stone                 | [ 7 ]       |
| The Rolling Stone Album Guide | [ 8 ]       |
| Uncut                         | [ 9 ]       |
| The Village Voice             | B−          |

《Ten》은 1991년 8월 27일, 에픽 레코드를 통해 발매된 미국의 록 밴드 펄 잼의 데뷔 스튜디오 음반이다. 1990년 이전 밴드 마더 러브 본이 해체된 후, 베이시스트 제프 아멘트와 기타리스트 스톤 고사드는 새로운 기타리스트 마이크 매크리디와 함께 리허설을 시작했다. 이 그룹은 맷 캐머런이 드럼을 치는 5곡의 기악 데모 테이프를 녹음했다. 데모의 복사본은 결국 드러머 데이브 크루센과 보컬리스트 에디 베더에게 전달되었고, 둘 다 시애틀에서 밴드의 오디션을 위해 초대되었다. 《Ten》의 많은 곡들은 기악 잼이나 베더가 새로운 멜로디와 가사를 작곡한 마더 러브 본 노래들이다.
전형적인 그런지 음반이라는 명성에도 불구하고, 《Ten》은 종종 다른 현대 그런지 음반보다 더 강한 클래식 록의 영향력을 보여주는 것으로 유명하다. 올뮤직 리뷰에서 스티브 휴이는 밴드의 기타 질감과 광범위한 하모니 어휘를 집중적으로 배열했다. 특히 지미 헨드릭스와 레드 제플린을 떠올리며 이 음반은 "애국가적"과 "따뜻하고 풍부한 사운드"를 가지고 있다고 특징짓는다. 휴이는 또한 베더의 보컬의 "매우 독특한 음색"과 "열정적인 전달"에 대해 칭찬한다.
《Ten》은 즉각적인 성공을 거두지는 못했지만, 1992년 말에는 빌보드 200에서 2위에 올랐다. 이 음반은 〈Alive〉, 〈Even Flow〉, 〈Jeremy〉 등 세 개의 히트 싱글을 프로듀싱했다. 〈Jeremy〉는 펄 잼의 가장 잘 알려진 곡들 중 하나가 되었고, 제35회 그래미 어워드에서 최우수 록 노래와 최우수 하드 록 퍼포먼스 후보에 올랐다.  1993년 MTV 비디오 뮤직 어워드에서 올해의 비디오와 베스트 그룹 비디오를 포함하여 4개의 상을 받았다.
1990년대 초 그런지 록의 주류 성공을 공고히 하는 역할을 넘어, 《Ten》은 얼터너티브 록의 부상과 지배에 기여한 것으로 간주된다. 이 음반은 이후 여러 출판사에서 역사상 가장 위대한 음반 중 하나로 선정되었다. 2013년 2월까지 미국에서 1,300만장이 팔려 닐슨 사운드스캔 시대에 22번째 음반이 되었고 미국 음반 산업 협회로부터 13배 플래티넘 인증을 받았다. 《Ten》은 펄 잼의 가장 상업적으로 성공한 음반으로 남아있다.

## 배경
기타리스트 스톤 고사드와 베이시스트 제프 아멘트는 선구적인 그런지 밴드 그린 리버에서 함께 연주했다. 1987년 그린 리버가 해체된 후, 1980년대 후반, 애먼트와 고사드는 마더 러브 본에서 함께 활동했다. 마더 러브 본의 경력은 보컬 앤드루 우드가 그룹의 데뷔 음반인 《Apple》이 발매되기 직전인 1990년 약물 과다 복용으로 사망하면서 중단되었다. 절망한 고사드와 아멘트가 다시 함께 뛰기로 합의하기까지 몇 달이 걸렸다. 고사드는 그 후에 그가 이전에 하던 것보다 더 어려운 자료를 쓰는데 시간을 보냈다. 몇 달 후, 고사드는 동료 시애틀의 기타리스트 마이크 매크리디와 함께 연습하기 시작했는데, 그의 밴드 섀도우가 해체되었다. 그 후, 세 사람은 사운드가든의 드러머 맷 캐머런과 전 섀도우의 드러머 크리스 프리엘과 함께 별도의 세션을 위해 스튜디오로 들어가 몇 가지 악기 데모를 녹음했다. 〈Dollar Short〉, 〈Agytian Creve〉, 〈Footsteps〉, 〈Richard's E〉, 〈E Ballad〉의 다섯 곡이 이 3인조 가수와 드러머를 찾기 위해 유포된 《Stone Gossard Demos '91》이라는 테이프에 수록되었다.
샌디에이고의 음악가 에디 베더는 1990년 9월에 데모의 복사본을 입수했는데, 그 때 전 레드 핫 칠리 페퍼스의 드러머 잭 아이언스가 데모의 복사본을 그에게 주었다. 베더는 데모를 듣고, 서핑하러 갔고, 다음날 〈Dollar Short〉, 〈Agytian Crave〉, 〈Footstep〉의 가사를 썼다. 〈Dollar Short〉와 〈Agytian Crave〉는 나중에 각각 〈Alive〉와 〈Once〉로 바꿨다. 고사드와 아멘트는 베더의 보컬과 가사와 함께 데모를 들었고, 베더를 시애틀로 날아가 오디션을 볼 수 있을 만큼 충분히 감명을 받았다. 한편, 베더는 〈E Ballad〉의 가사를 썼고, 제목은 〈Black〉이었다. 베더는 1990년 10월 13일에 도착하여 밴드(현재 드러머 데이브 크루센과 함께)와 일주일 동안 리허설을 했고, 이 과정에서 11곡을 작곡했다. 베더는 곧 밴드의 가수로 고용되었고, 그 후 얼마 지나지 않아 에픽 레코드와 계약을 맺었다.

## 상업적 성과
처음에는 천천히 팔렸으나 1992년 하반기에는 미국 음반 산업 협회 골드 인증을 획득하며 획기적인 성공을 거두었다. 발매된 지 거의 1년 후인 1992년 5월 30일, 마침내 빌보드 200 차트 10위 안에 진입하며 8위에 올랐다. 《Ten》은 결국 4주 동안 2위로 정점을 찍을 것이다. 빌리 레이 사이러스의 음반 《Some Gave All》이 1위를 차지했다. 이 음반은 《빌보드》 차트에서 총 264주를 보냈으며, 역대 15위 안에 들었다. 1993년 2월, 《Ten》의 미국 판매량은 동료 그런지 밴드 너바나의 획기적인 음반인 《Nevermind》의 판매량을 넘어섰다. 1993년 미국에서 8번째로 많이 팔린 음반으로, 펄 잼의 두 번째 음반인 《Vs.》를 앞질렀다. 닐슨 사운드스캔에 따르면 《Ten》은 2013년 2월, 현재 미국에서 1,300만 장이 팔렸고, 미국 음반 산업 협회로부터 13배 플래티넘 인증을 받았다.

## 곡 목록
모든 곡들은 에디 베더에 의해 작사하였다.
| #   | 제목          | 작곡                                                 | 재생 시간 |
| --- | ------------- | ---------------------------------------------------- | --------- |
| 1.  | 〈Once〉      | 스톤 고사드                                          | 3:51      |
| 2.  | 〈Even Flow〉 | 고사드                                               | 4:53      |
| 3.  | 〈Alive〉     | 고사드                                               | 5:41      |
| 4.  | 〈Why Go〉    | 제프 아멘트                                          | 3:20      |
| 5.  | 〈Black〉     | 고사드                                               | 5:43      |
| 6.  | 〈Jeremy〉    | 아멘트                                               | 5:18      |
| 7.  | 〈Oceans〉    | 고사드, 아멘트, 베더                                 | 2:42      |
| 8.  | 〈Porch〉     | 베더                                                 | 3:30      |
| 9.  | 〈Garden〉    | 고사드, 아멘트                                       | 4:59      |
| 10. | 〈Deep〉      | 고사드, 아멘트                                       | 4:18      |
| 11. | 〈Release〉   | 고사드, 아멘트, 데이브 크루센, 마이크 매크리디, 베더 | 9:05      |

## 인증
| 국가                                                                                         | 인증         | 판매량/출하량 |
| -------------------------------------------------------------------------------------------- | ------------ | ------------- |
| 아르헨티나 (CAPIF) Re-release edition                                                        | 골드         | 20,000^       |
| 오스트레일리아 (ARIA)                                                                        | 8× 플래티넘  | 560,000       |
| 벨기에 (BEA)                                                                                 | 플래티넘     | 50,000*       |
| 브라질 (Pro-Música Brasil)                                                                   | 골드         | 100,000*      |
| 캐나다 (뮤직 캐나다)                                                                         | 7× 플래티넘  | 700,000^      |
| 덴마크 (IFPI Danmark)                                                                        | 3× 플래티넘  | 60,000        |
| 독일 (BVMI)                                                                                  | 골드         | 250,000^      |
| 이탈리아 (FIMI) sales since 2009                                                             | 플래티넘     | 100,000*      |
| 뉴질랜드 (RMNZ)                                                                              | 6× 플래티넘  | 90,000^       |
| 노르웨이 (IFPI 노르웨이)                                                                     | 골드         | 25,000*       |
| 폴란드 (ZPAV)                                                                                | 골드         | 35,000*       |
| 스웨덴 (GLF)                                                                                 | 골드         | 50,000^       |
| 스위스 (IFPI 스위스)                                                                         | 골드         | 25,000^       |
| 영국 (BPI)                                                                                   | 2× 플래티넘  | 600,000^      |
| 미국 (RIAA)                                                                                  | 13× 플래티넘 | 13,000,000^   |
| *판매량을 기반으로 한 인증 · ^출하량을 기반으로 한 인증 · 판매량+스트리밍을 기반으로 한 인증 |              |               |

## 같이 보기
- 미국에서 가장 많이 팔린 음반 목록